# Mastin Moor
Mastin Moor – wieś w Anglii, w hrabstwie Derbyshire, w dystrykcie Chesterfield.